# Grevillea trifida
Grevillea trifida är en tvåhjärtbladig växtart som först beskrevs av Robert Brown, och fick sitt nu gällande namn av Meissner. Grevillea trifida ingår i släktet Grevillea och familjen Proteaceae. Inga underarter finns listade i Catalogue of Life.